# Illmensee
Illmensee är en kommun (tyska Gemeinde) i Landkreis Sigmaringen i delstaten Baden-Württemberg i Tyskland. Folkmängden uppgår till cirka 2 100 invånare, på en yta av 25 kvadratkilometer. Kommunen består av ortsdelarna (tyska Ortsteile) Illmensee, Illwangen och Ruschweiler.
Kommunen ingår i kommunalförbundet Pfullendorf tillsammans med staden Pfullendorf och kommunerna Herdwangen-Schönach och Wald.